# Fernan Fernandez de Cogominho
Fernan Fernandez Cogominho (fl. XIII secolo) è stato un trovatore portoghese, attivo nel 1255-1274.
Fu vassallo di Afonso III e "sindaco" di Coimbra. È autore di undici testi: otto cantigas de amor, incentrate sul tema dell'assenza della donna amata e tre cantigas de amigo, con la medesima tematica, ma dal punto di vista femminile. 